# Кузьминка (Кстовский район)
Кузьми́нка — деревня в Кстовском районе Нижегородской области России. Входит в состав Афонинского сельсовета. 

## География
Кузьминка практически примыкает к восточной окраине Нижнего Новгорода, высота центра села над уровнем моря 63 м

## Население
| 2002 | 2010 |
| ---- | ---- |
| 596  | ↘574 |

По данным переписи 2002 года, в деревне проживало 596 человек (279 мужчин и 317 женщин). По данным переписи 2010 года, в деревне проживало 574 человека (262 мужчины  и 312 женщин).

## Известные люди
- Родина Героя Советского Союза Николая Талалушкина[6].